# ロシア・東欧学会
ロシア・東欧学会（ロシアとうおうがっかい、英: The Japan Association for Russian and East European Studies, JAREES）は、日本の学術研究団体の一つ。1971年（昭和46年）に設立された学会であり、日本学術会議協力学術研究団体にも登録されている。

## 概要
日本における旧ソ連・東欧地域研究の学会として1971年に設立された当初は、ソ連・東欧学会といい、1993年にロシア・東欧学会と名称が改められた。2018年4月1日に、別組織である日本スラブ東欧学会（JSSEES）と合同して、今日のロシア・東欧学会に至っている。学術研究団体としての種別は単独学会にあたる。
英語名はThe Japan Association for Russian and East European Studiesであり、略称はJAREESを使う。

## 刊行物
1972年に学術誌『ロシア・東欧研究』（英: Russian and East European Studies、ISSN 1348-6497）を創刊し、以後、年に1号ずつ発行している。また、日本スラブ東欧学会（JSSEES）との統合により、欧文雑誌『Japanese Slavic and East European Studies（JSEES）』（1980年創刊、ISSN 0389-1186）の刊行も年に1号ずつ行っている。また、2001年から「ロシア・東欧学会 News Letter」を年に1回から3回ほどPDF形式で発行しており、公式サイトにてすべて公開されている。